# Бенхі Вільялобос
Бенхі Вільялобос (ісп. Benji Villalobos, нар. 15 липня 1988, Ель-Трансіто) — сальвадорський футболіст, воротар клубу «Агіла» та національної збірної Сальвадору.

## Клубна кар'єра
У дорослому футболі дебютував у нижчолігових сальвадорських командах УДЕТ та «Універсідад Херардо Барріос».
До складу клубу «Агіла» з сальвадорської Прімери приєднався 2006 року. Відтоді встиг відіграти за команду із Сан-Мігеля 196 матчів в національному чемпіонаті.

## Виступи за збірну
2009 року, не маючи в своєму активі жодного матчу за збірну, був включений у заявку розіграшу Золотого кубка КОНКАКАФ 2009 року у США, проте на поле так і не виходив.
7 вересня 2010 року дебютував в офіційних матчах у складі національної збірної Сальвадору в товариській грі проти Гватемали (0:2). 
Згодом у складі збірної був учасником Золотого кубка КОНКАКАФ 2013 року, де був запасним воротарем і знову на поле не виходив. 10 жовтня 2013 року Вільялобос був дискваліфікований на шість місяців за участь у договірних матчах, через що після цього тривалий час не викликався до збірної. 
2017 року Бенхі повернувся в національну збірну і у її складі був учасником Золотого кубка КОНКАКАФ 2017 року, на якому зіграв у одному матчі проти збірної Мексики (1:3).
Наразі[коли?] провів у формі головної команди країни 17 матчів.